# Christina M. Kim
Christina M. Kim er en amerikansk manuskriptforfatter. Under 2005-06 tv-sæsonen sluttede hun sig til forfatterstaben på Lost, hvor hun i øjeblikket har en rolle som executive story editor.

## Skrevne afsnit

### Lost
- 2.11 – "The Hunting Party" – 18. januar 2006 (med Elizabeth Sarnoff)
- 2.16 – "The Whole Truth" – 22. marts 2006 (med Elizabeth Sarnoff)
- 2.20 – "Two for the Road" – 3. maj 2006 (med Elizabeth Sarnoff)
- 3.09 – "Stranger in a Strange Land" – 21. februar 2007 (med Elizabeth Sarnoff)
- 3.12 – "Par Avion" – 14. marts 2007 (med Jordan Rosenberg)
- 4.06 – "The Other Woman" – 6. marts 2008 (med Drew Goddard)